# 앤티앤스

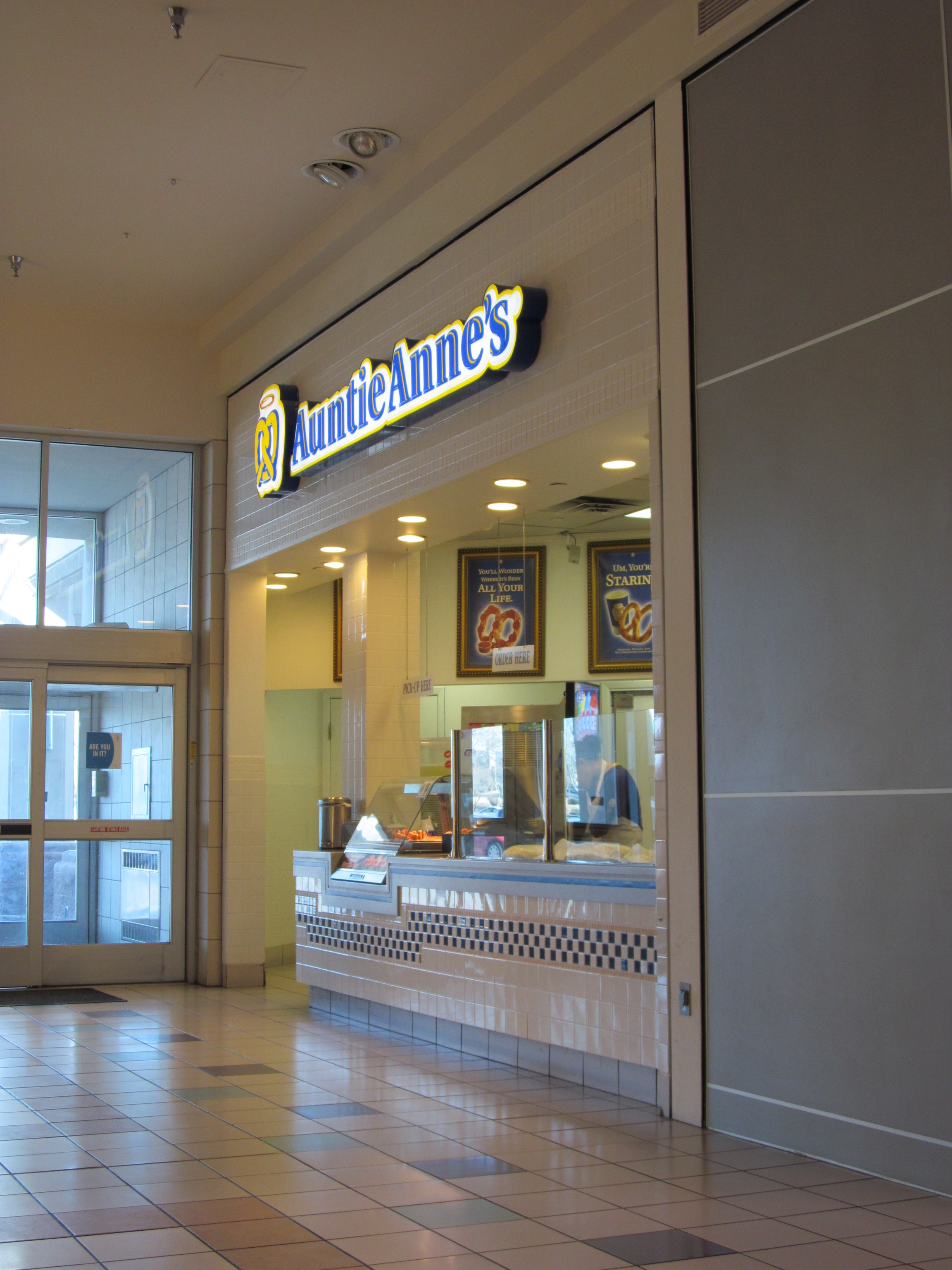
뉴멕시코주 앨버커키에 있는 앤티앤스

앤티앤스(Auntie Anne's)는 미국의 브레첼 전문 체인 브랜드이다. 1988년에 펜실베이니아주에서 처음 시작하였으며, 현재 전 세계적으로 1,500여개의 지점을 운영하고 있다. 본사는 조지아주 애틀랜타에 위치해 있다.
대한민국에는 2001년에 진출하여 서울특별시 송파구 롯데월드에 첫 매장을 오픈하였다.